# Стефано-Афанасьевский монастырь
Стефа́но-Афана́сьевский монасты́рь — женский монастырь Сыктывкарской епархии Русской православной церкви, расположенный в селе Вотча Сысольского района Республики Коми. Также есть подворья в посёлке Первомайский и в селе Куниб.

## История
Вычегодско-Вымская летопись свидетельствует под 1384 годом что святитель Стефан Пермский построил храмы «монастырские ж на Вотче и на Еренском горотке». Исторических сведений о монастыре не сохранилось. Более подробные сведения о Вотче относятся к концу XVI веку. Тогда Вотча была административным центром обширной Сысольской земли. В погосте Вотча (Вот) находились 2 деревянные церкви «Рождества Богородицы» и «Флора и Лавра». В конце XVI — начале XVII века в Вотче построили 2 деревянные церкви — Стефана Великого Чудотворца и Афанасия Великого. В 1829—1841 годы построили каменную Богородицкую церковь. В 1829 годы началось также строительство каменной Стефановской церкви. Стефановская церковь существовала до 1893 года; в 1903 год её восстановили. С Вотчей связан русский прозаик и поэт Варлам Шаламов. Здесь родились и служили священниками его дед Николай и дядя Прокопий Шаламовы. В 1930-х годах Богородице-Рождественская церковь была закрыта и начала разрушаться.
В 1994 году писателем Юрием Екишевым на родине отца, в селе Вотча, в память о погибшем друге был построен деревянный храм в честь мученика Виктора (Островидова). Постройка храма не осталась единичным действием, но переросла в дело, которое сразу же обрело самостоятельную жизнь и возымело продолжение в действиях многих людей — как местных жителей, так и церковных людей из разных мест Республики Коми. Развернулась работа. В преддверии 600-летия успения святителя Стефана Пермского родственниками и друзьями-единомышленниками из окружения Юрия Екишева был восстановлен храм в селе Ыб, создано просветительское Братство во имя Стефана Пермского и Прокопия Устюжского. С 1996 года стал ежегодно организовываться двухдневный крестный ход; при братстве открыли библиотеку для детей и взрослых. В самой деревне Вотча сложился небольшой, но сплоченный приход из жителей окрестных селений и горожан, приезжающих по выходным. Служили до поры только по праздникам и воскресным дням, когда удавалось пригласить кого-нибудь из священников епархии. Пели сами, а если не удавалось «выписать» батюшку, то служили изобразительны. Тогда же активисты прихода познакомились с иеромонахом Стефаном (Бабаевым), и в результате тот с горсткой монахов (все бывшие воркутинцы) приехал в сельский храм и стал там служить. 17 июля 1996 года решением Священного синода РПЦ монастырь был возрождён как мужской. Наместником монастыря был назначен иеромонах Стефан (Бабаев). Стали собираться насельники из разных уголков страны. Однако вскоре начался конфликт с епархиальным руководом. Журналистка Ольга Буданова так описывала настроения братии: «насельники во главе с настоятелем не лебезили перед духовным начальством, не „отстёгивали“, не устраивали обедов, банек и проч. И вот тогда и стали обретать чёткую определённость начальные сомнения души: там, за стенами монастыря, не просто что-то глубоко неладно, а конкретно — ложь, подмена истинного церковного единства мертвящими структурными схемами и „партийными“ отношениями, номенклатурность духовной иерархии, а вместо любви во Христе — подавление личности (да ещё часто с помощью внецерковных „органов“)». 1 апреля 1999 года Священный синод РПЦ постановил освободить иеромонаха Стефана (Бабаева) от обязанностей наместника монастыря и назначил иеромонаха Стефана (Чернавского) исполняющим обязанности наместника. По словам епископа Питирима (Волочкова), иеромонах Стефан «проявил непослушание и показал свое неумение управлять монастырем, то был снят и наказан вместе с другими бездельниками».
В апреле 1999 года братия монастыря во главе с иеромонахом Стефаном (Бабаевым) объявили, что они выходят из подчинения епископа Сыктывкарского и Воркутинского Питирима и относятся теперь к Русской православной церкви заграницей. 14 апреля того же года епископ Сыктывкарский и Воркутинский Питирим (Волочков) в сопровождении духовенства и мирян Сыктывкарской епархии автоколонной из 5 автомашин в сопровождении автомобиля ГИБДД МВД РК прибыл в Сысольский район для совершения Пасхальных богослужений в Стефано-Афанасьевском монастыре и Троицком храме села Визинга. При подъезде к переправе между селом Первомайский и селом Вотча автоколонну остановил пикет. В составе пикета находились школьники Первомайской средней школы со своими учителями и завучем, возглавляемые запрещенными в священнослужении заштатными клириками Сыктывкарской епархии иереем Максимом Савельевым, иеромонахом Афанасием (Жюгждой), лишённым сана иеромонахом Стефаном (Бабаевым), не состоящим в штате епархии монахом Иоанном (Дановым), а также Григорием Спичаком и Юрием Екишевым. Епископ Питирим был остановлен вместе с сопровождавшими его духовенством и мирянами толпой, выкрикивавшей «нет!» и «анаксиос!». Не сумев убедить пикетчиков, епископ Питирим отслужил праздничный Пасхальный молебен на берегу реки и направился вместе со школьниками и учителями в местный Дом культуры, где при переполненном зале была проведена беседа о празднике Пасхи и молитве «Отче наш». В село Вотчу не были пропущены также глава Сысольского района Иван Киселёв и советник по делам религии В. Кулимова. В 1999 году насельники монастыря создали скит в деревне Бердыш Троицко-Печорского райна.
Решением епархиального съезда в сентябре 1999 года монастырь был упразднён. Однако уже 6 октября того же года решением Священного Синода РПЦ монастырь был возобновлён как женский, а его настоятельницей стала монахиня Василиса (Мосягина) из Печорского Скоропослушнического монастыря. Первоначально насельницы монастыря разместились в посёлке Первомайский Сысольского района Республики Коми. По воспоминаниям игумении Василисы: «Я была поставлена настоятельницей Стефано-Афанасиевского женского монастыря. Конечно, было страшно. Говорила я владыке: „Я ведь не умею ничего! Никакого образования у меня нет!“ А он мне ответил: „Мне от тебя не образование нужно, а молитва!“»
Параллельно шли судебные разбирательства, в ходе которых монастырь остался за сторонниками Стефана (Бабаева), так как он был построен на средства семьи Екишевых и был оформлен на неё в качестве домовой церкви. Кроме того, население окружающих деревень выходило на защиту монахов, и власти испугались возможных столкновений. В 2001 и 2002 годы состоялось два судебных разбирательства. Иски были поданы от имени игумении Василисы (Мосягиной) — настоятельницы монастыря, действовавшего в соседнем селе Первомайском. Выступавший ответчиком Юрий Екишев оба раза одержал победу. Стефана (Бабаева) семь раз допрашивали в районном отделении милиции (его подозревали в краже пожертвований, переданных Сыктывкарско-Воркутинской епархии; в поджоге здания школы в с. Вотча, которое монахи занимали до перехода в подчинение РПЦЗ; в сокрытии улик после попытки поджога; в разрушении деревянного креста, воздвигнутого с благословения епархии), два раза в прокуратуре и один раз — налоговой полиции. После победы на президентских выборах Владимира Торлопова преследования со стороны правоохранительных органов прекратились. Торлопов даже встречался с архимандритом Стефаном (Бабаевым) и Юрием Екишевым и дал им понять, что власти занимают нейтральную позицию в конфликте и больше вмешиваться не будут. Общественность и большинство СМИ заняли в конфликте либо нейтральную позицию, либо сочувствовали Стефану и Юрию Екишеву. Их иногда приглашали на официальные культурные и научные мероприятия. В 2001 году насельники монастыря во главе со Стефаном (Бабаевым), перешли сначала в юрисдикцию митрополита Виталия (Устинова) — РПЦЗ(В), а в 2006 году — в Российскую православную церковь (РосПЦ). Ситуация резко изменилась в 2006 году, когда экстремистски-националистические выступления архимандрита Стефана и Юрия Екишева стали неприемлемы не только для властей, но и для значительной части общественности. Здание монастыря у них отобрали. Юрий Екишев после тюремного заключения в Коми не вернулся, а Стефан (Бабаев), ставший в том же году епископом РосПЦ со своими сторонниками перешёл на полулегальное положение.

## Постройки

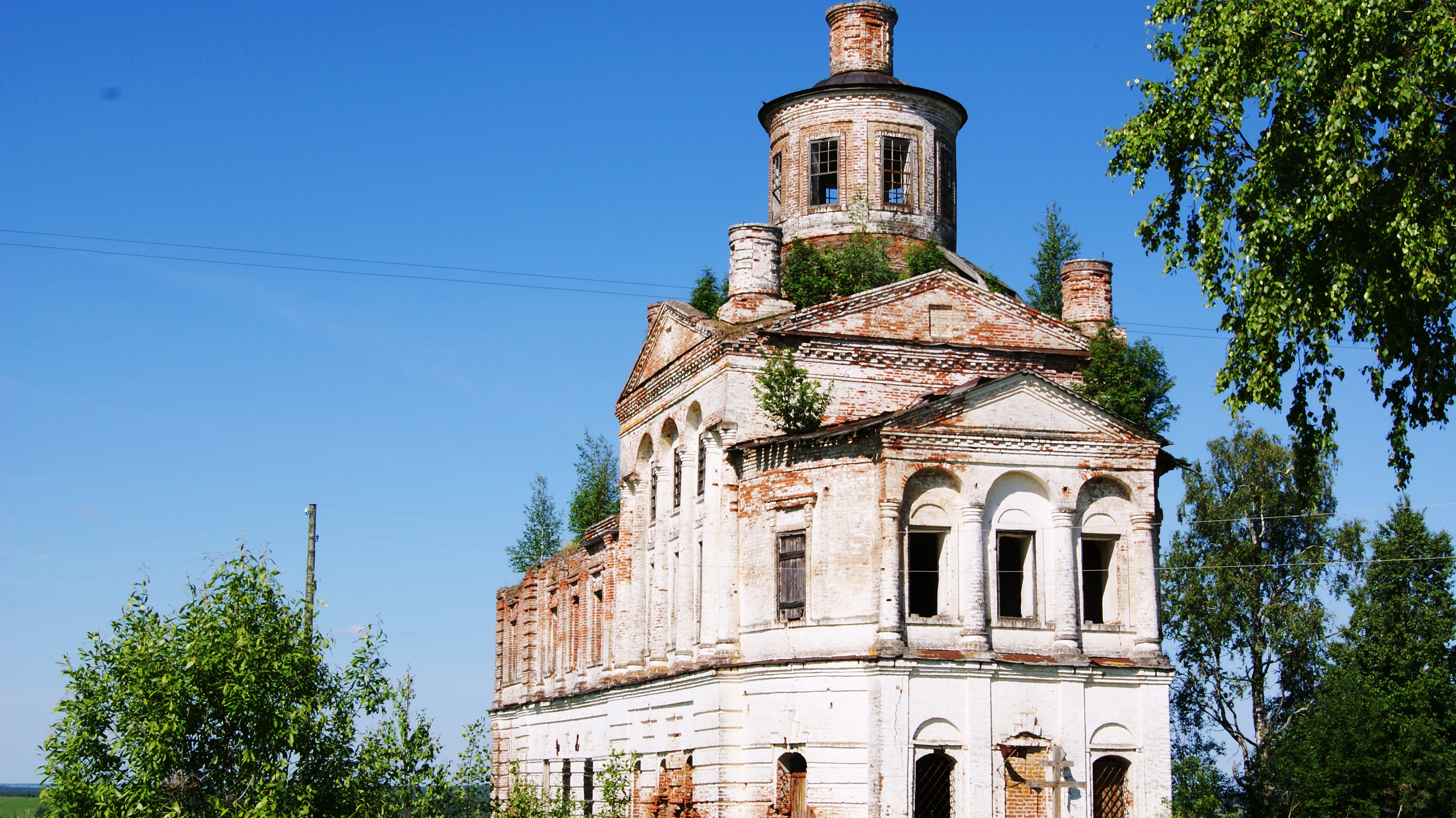
Храм Рождества Пресвятой Богородицы в 2020 году

- Храм Рождества Пресвятой Богородицы в селе Вотча[2]  (1829—1841)
- Старое деревянное здание бывшей сплав-конторы[17] с домовым храм в честь святителя Стефана Великопермского в селе Первомайское (1999)[18]
- Храм в честь иконы Божией Матери «Владимирская» в селе Куниб (2011)[19]

## Настоятели
Мужской монастырь
- Стефан (Бабаев) (17 июля 1996 — 1 апреля 1999) иером.
- Стефан (Чернавский) (1 апреля — сентябрь 1999) иером., и/о наместника

Женский монастырь
- Василиса (Мосягина) (с 6 октября 1999)